# Simple File Transfer Protocol
| Anwendung  | SFTP            | SFTP            | SFTP            | SFTP            | SFTP            |
| Transport  | TCP             | TCP             | TCP             | TCP             | TCP             |
| Internet   | IP (IPv4, IPv6) | IP (IPv4, IPv6) | IP (IPv4, IPv6) | IP (IPv4, IPv6) | IP (IPv4, IPv6) |
| Netzzugang | Ethernet        | Token Bus       | Token Ring      | FDDI            | …               |

Das Simple File Transfer Protocol (SFTP) ist eine einfachere Version des File Transfer Protocol (FTP). Von der IETF ist es mittlerweile als historisch eingestuft und befindet sich heutzutage kaum im Einsatz. Das Simple File Transfer Protocol wird leicht mit dem SSH File Transfer Protocol (auch: Secure File Transfer Protocol) verwechselt, das ebenfalls mit „SFTP“ abgekürzt wird.
Simple File Transfer Protocol wurde für einfachere Maschinen konzipiert, bietet aber mehr Möglichkeiten als das Trivial File Transfer Protocol (TFTP). Der Funktionsumfang des SFTP umfasst Zugriffskontrolle, Dateiübertragung, Auflisten von Verzeichnisinhalten, Wechsel des aktuellen Verzeichnisses sowie das Umbenennen und Löschen von Dateien und Verzeichnissen.
Im Unterschied zum FTP verwendet das SFTP nur eine einzige TCP-Verbindung, die im Normalfall über Port 115 aufgebaut wird.

## Normen und Standards
- RFC: 913 – Simple File Transfer Protocol. 1984 (Status: Historisch, englisch).